# Сверіда
Сверіда (рум. Sverida) — село у Калараському районі Молдови. Входить до складу комуни, адміністративним центром якої є село Онішкань.

## Населення
За даними перепису населення 2004 року у селі проживали 84 особи.
Національний склад населення села:
| Національність | Кількість осіб | Відсоток |
| -------------- | -------------- | -------- |
| молдавани      | 79             | 94,0%    |
| росіяни        | 3              | 3,6%     |
| українці       | 2              | 2,4%     |
| Всього         | 84             | 100%     |